# 瑪蓮娜 (歌手)
瑪蓮娜（羅馬化：Maléna）本名雅平·馬托揚（羅馬化：Arpine Martoyan，2007年1月10日—），是亞美尼亞歌手和詞曲作者。她原定代表亞美尼亞參加2020年歐洲青少年歌唱大賽，然而由於2020年納戈爾諾-卡拉巴赫戰爭，亞美尼亞退出了該屆賽事 。2021年，瑪蓮娜正式代表亞美尼亞參賽，並以歌曲"Qami Qami"（"風，風"）獲得冠軍。

## 早年生活
瑪蓮娜於2007年1月10日出生於埃里溫，由她的母親—女演員安娜·曼努查揚 (Anna Manucharyan) 撫養長大。之後瑪蓮娜就讀於薩雅·諾瓦音樂學校，並在那裏學會了大提琴。

## 外部連結
- Maléna Maléna於歐洲青少年歌唱大賽頁面的簡介 （页面存档备份，存于）